# Pick-by-Light

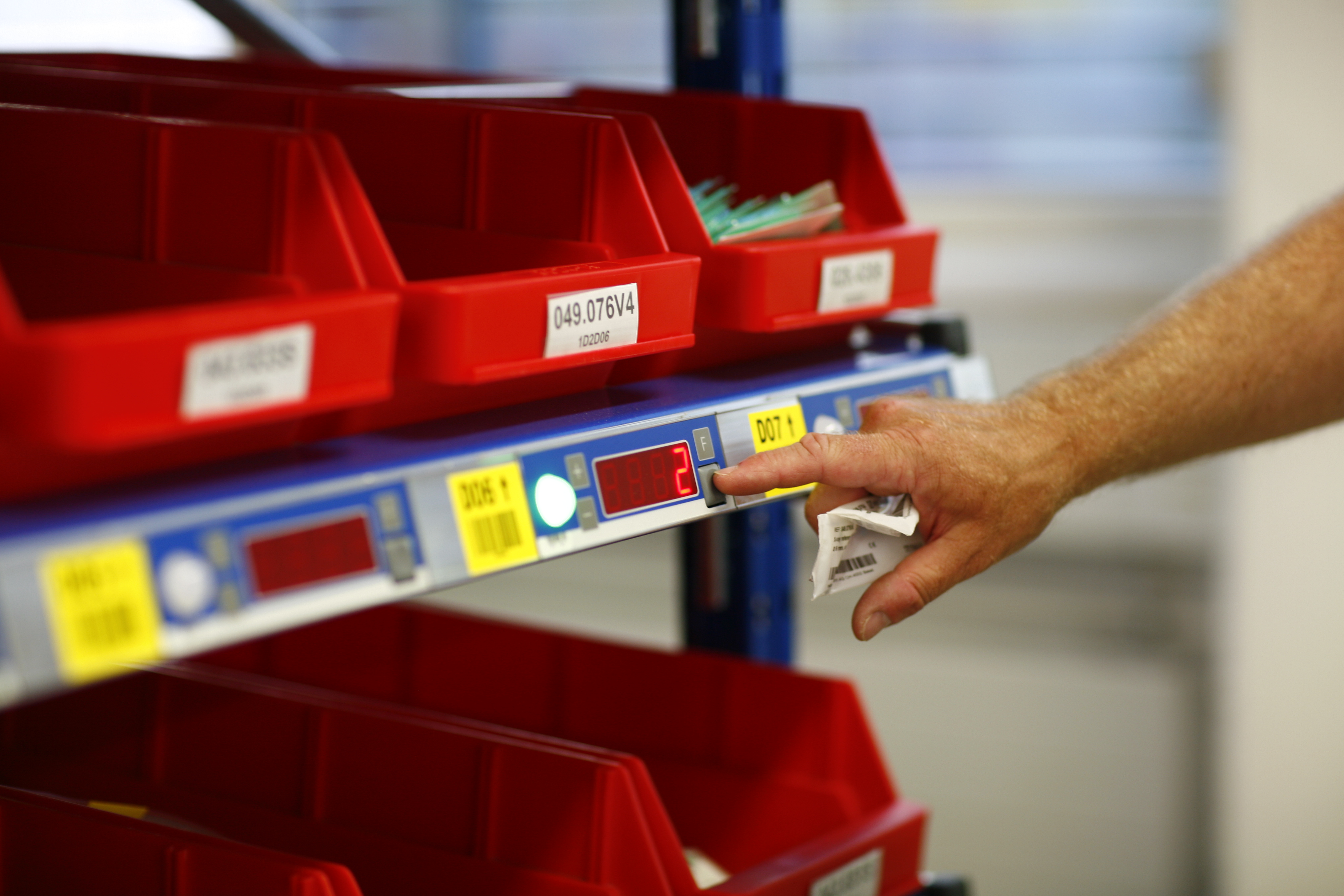
Pick-by-Light-Fachanzeigen

Pick-by-Light (zu Deutsch etwa „Kommissionieren nach Licht“) gehört zu den „beleglosen“ Kommissionierverfahren. Anstelle einer Kommissionier- oder Pickliste werden dem Kommissionierer die zu pickenden Artikel und Mengen über eine direkt am Entnahmefach angeordnete Fachanzeige übermittelt.
Für den Begriff Pick-by-Light werden häufig die gleichbedeutenden Begriffe Pick-to-Light oder Pick-2-Light (P2L) benutzt. Der Begriff Put-to-Light bezeichnet das umgekehrte Verfahren.

## Funktionsweise
Eine Pick-by-Light-Fachanzeige besteht mindestens aus einer weithin sichtbaren Blickfangleuchte und einem Quittierknopf, über den der Kommissionierer die Entnahme bestätigt und die Bestandsänderung in Echtzeit an das Lagerverwaltungssystem zurückmeldet. Meist besitzen die Fachanzeigen zusätzlich eine numerische oder alphanumerische Anzeige, um dem Kommissionierer die Entnahmemenge und gegebenenfalls zusätzliche Informationen anzuzeigen. Zur Korrektur der Entnahmemenge (zum Beispiel bei Fehlbeständen) oder für Inventurfunktionen können Korrekturtasten (+/-) vorhanden sein, zum Aufruf von Sonderfunktionen auch weitere Funktionstasten. Alternativ zur Quittierung per Taster, können auch Sensoren verwendet werden, die den Eingriff überwachen. Je nach Anwendungsgebiet können Aufträge mit einem Pick-by-Light-System seriell (nach Quittierung leuchtet das nächste Fach) oder parallel (alle Fächer leuchten gleichzeitig) kommissioniert werden.
Moderne Pick-by-Light-Systeme integrieren immer öfter mobile Anzeigeeinheiten, die beispielsweise an Kommissionierwagen befestigt sind und flexibel in verschiedenen Lagerzonen eingesetzt werden können. In erweiterten Systemen kommen auch Sensoren oder kamerabasierte Rückmeldemechanismen zum Einsatz, um Pickfehler automatisch zu erfassen beziehungsweise zu vermeiden.

## Put-to-Light

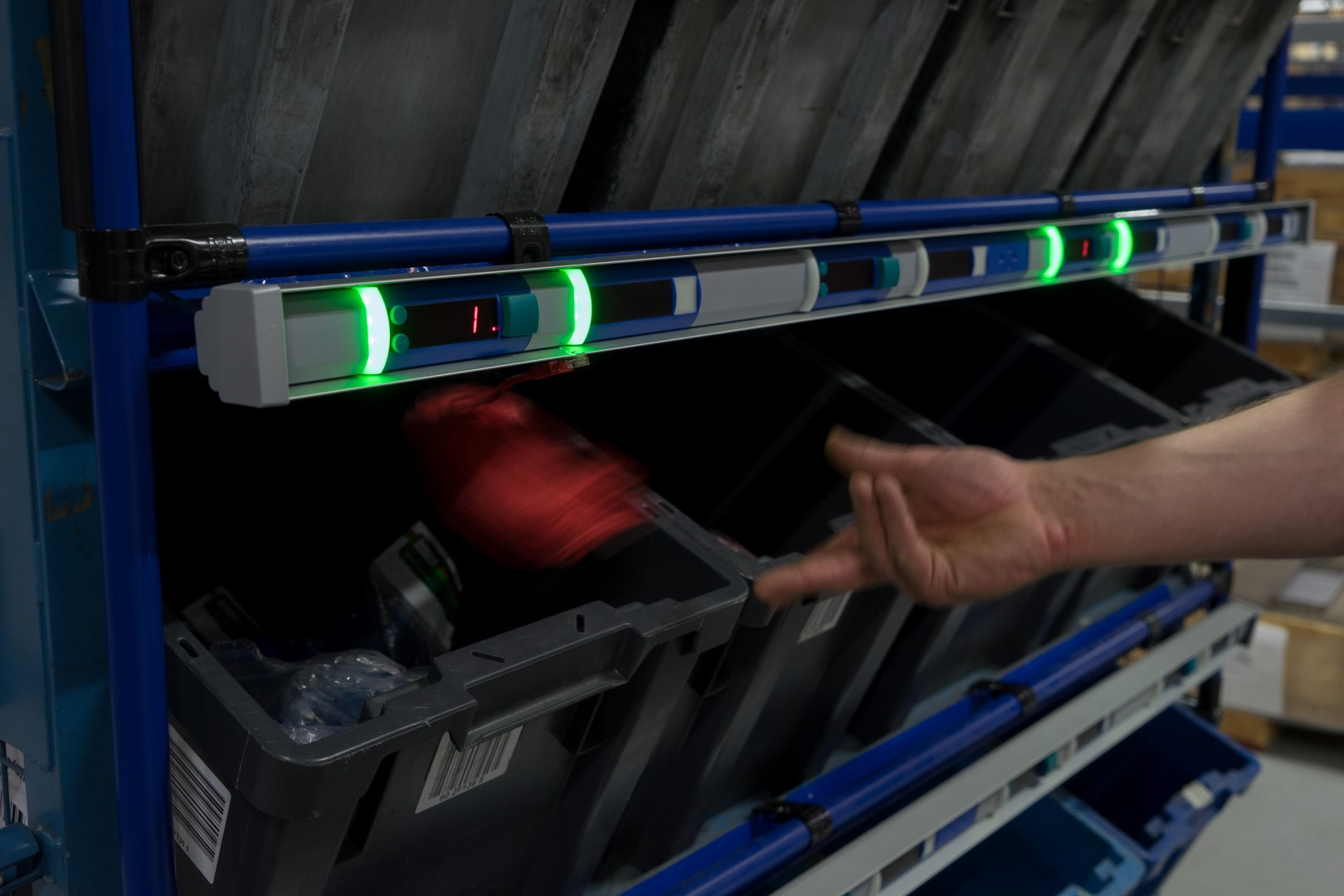
Put-to-Light – Leuchtringe zeigen die Einwurf-Fächer an

Der Begriff Put-to-Light bezeichnet das umgekehrte Verfahren zu Pick-by-Light. Hierbei führt der Kommissionierer keine Entnahme, sondern eine Ablage des zu kommissionierenden Artikels durch. Es werden dieselben Fachanzeigen eingesetzt wie bei einem Pick-by-Light System.
Put-to-Light Systeme werden in der zweistufigen Kommissionierung benutzt. Dazu werden zuerst mehrere Aufträge in einem sogenannten „Batch“ (Los) zusammengefasst und gleichzeitig kommissioniert, um Wegezeiten und Greifzeiten einzusparen. Anschließend werden die Artikel mithilfe des Put-to-Light-Systems auf die einzelnen Kundenaufträge aufgeteilt. An einer Verteil- oder Sortierstation sind ein oder mehrere mit Fachanzeigen ausgestattete Regale installiert. Der Kommissionierer scannt nun nacheinander die Artikel aus dem Batch-Behälter. Daraufhin leuchtet die Fachanzeige des zugehörigen Verteilfaches auf. Der Kommissionierer kann den Artikel schnell und sicher zuordnen und ablegen.

## Kombinierte Verfahren
Beide oben beschriebenen Verfahren können für eine zusätzliche Effizienzsteigerung auch kombiniert werden. Hierzu wird an der Rückseite der Put-to-Light-Verteilregale wiederum eine Fachanzeige installiert. Diese zeigt dem Verpackungsmitarbeiter an, welche der Verteilfächer bereits alle dem Auftrag zugehörigen Artikel beinhalten, das heißt, fertig kommissioniert sind. Hierzu wird die Blickfangleuchte (zum Beispiel in Grün) eingeschaltet. Der Verpacker entnimmt die Artikel und bestätigt dies über die Quittiertaste. Die Blickfangleuchte erlischt, und das Fach ist frei
für den nächsten Kundenauftrag.

## Mobile Kommissioniersysteme

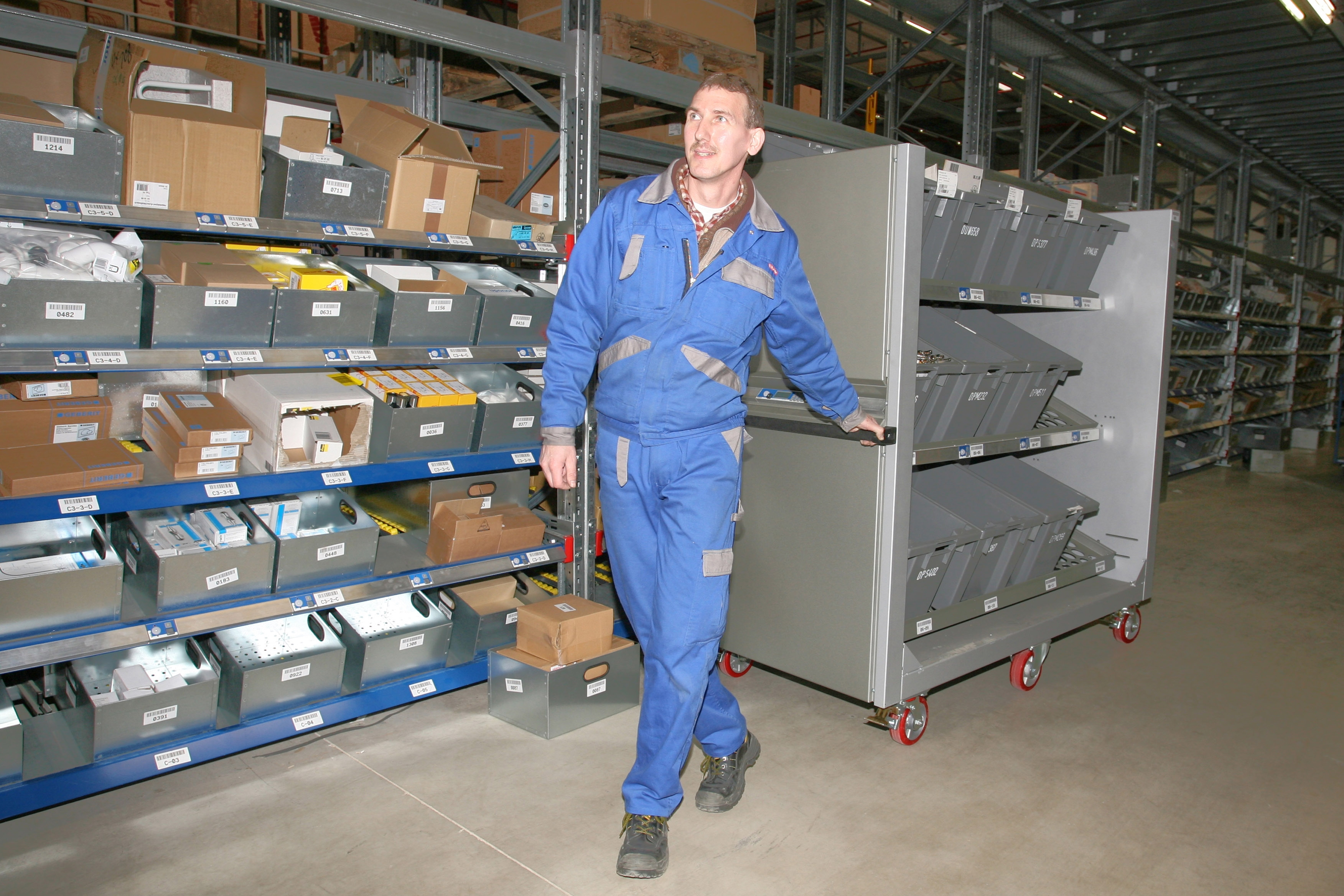
Pick-by-Light Kommissionierfahrzeug

Pick-by-Light Systeme erreichen ihre maximale Effizienz bei kurzen Laufwegen und hoher Pickfrequenz je Lagerplatz. Im umgekehrten Fall, zum Beispiel einem Ersatzteillager mit langen Laufwegen und geringer Pickfrequenz je Lagerplatz, bieten mobile Kommissioniersysteme eine geeignete Lösungsmöglichkeit. Dazu werden standardisierte oder kundenspezifische Fahrzeuge mit einer Stromversorgung, WLAN-Anbindung, Bedienerführung und Fachanzeigen ausgestattet.
Die Steuersoftware bündelt eine Anzahl von Kommissionieraufträgen entsprechend der Anzahl der verfügbaren Fächer auf dem Kommissionierfahrzeug. Der Kommissionierer „verheiratet“ anschließend die Einzelaufträge mit den Fächern auf dem Fahrzeug. Über die Bedienerführung (visuell über ein Display) wird der Kommissionierer mit dem Fahrzeug wegeoptimiert von einer Entnahmestelle zur nächsten geführt. Die Fachanzeigen auf dem Fahrzeug zeigen jeweils das korrekte Ablagefach und die Ablagemenge an. Die Ablage wird über die Quittiertaste an das Hostsystem zurückgemeldet, und die nächste Entnahmestelle wird über die Bedienerführung angezeigt. So kann ein Kommissionierer in einer wegeoptimierten Fahrt mehrere Kundenaufträge gleichzeitig kommissionieren. Die Zahl der Aufträge ist abhängig von dem Volumen der Artikel und der Ausführung des Kommissionierfahrzeuges.

## Anbindung eines Pick-by-Light-Systems
Um alle Vorteile eines Pick-by-Light Systems ausnutzen zu können, ist die Anbindung an das übergeordnete System (in der Regel ein Lagerverwaltungssystem (Warehouse-Management-System) oder ERP-Programm) von essenzieller Bedeutung. Die Auftragsdaten müssen schnell und sicher übertragen werden, ebenso wie die Quittier-, Korrektur- oder Sonderfunktionsmeldungen. Die Abläufe und Prozesse müssen vorab wohldefiniert und meist kundenspezifisch angepasst werden.

## Vor- und Nachteile

### Vorteile
- verringerte Suchzeit
- direkte Rückmeldung an das Lagerverwaltungssystem:
  - Quittierung der Entnahme
  - Korrektur bei Fehlbestand
- weniger Pickfehler in Form falsch gepickter Artikel
- weniger Pickfehler in Form übersehener Artikel
- durch weniger Fehler höhere Kundenzufriedenheit und weniger Retouren
- extrem kurze Anlernzeit, dadurch hohe Personalflexibilität
- stark verkürzte Auftragsdurchlaufzeiten

### Nachteile
- beschränkt auf einen Auftrag pro Zone zu einer Zeit, außer man arbeitet mit verschiedenen Farben (eine Farbe pro Auftrag und Kommissionierer)
- ein unerkannter Ausfall einer Anzeige führt zu Fehlern bei der Kommissionierung, moderne Systeme erkennen solche Ausfälle aber selbstständig. Außerdem erkennt die überlagerte Software im Fall eines Ausfalls einer Anzeige, dass nicht alle Positionen eines Auftrages quittiert wurden.